# Orange Is the New Black
Orange Is the New Black – amerykański komediodramat firmy Netflix stworzony przez Jenji Kohan i wyprodukowany przez Lionsgate Television oparty na książce Dziewczyny z Danbury. Orange Is the New Black Piper Kerman. Serial miał premierę 11 lipca 2013.
17 października 2018 Netflix poinformował, że siódmy sezon będzie ostatnim.

## Fabuła
Serial opowiada historię Piper Chapman (Taylor Schilling), która na 15 miesięcy zostaje zesłana do żeńskiego więzienia za posiadanie walizki pełnej pieniędzy z transakcji narkotykowych swojej byłej dziewczyny i międzynarodowej przemytniczki narkotyków Alex Vause (Laura Prepon). W serialu przedstawione są losy osadzonych z różnych klas społecznych i o różnym pochodzeniu, historie kobiet i personelu więzienia są uzupełniane o retrospekcje. Fabuła koncentruje się na pracownikach więzienia, które jest zarządzane przez Joe Caputo, dobrodusznego mężczyznę, który na swój sposób stara się kierować zasadami oraz dbać o personel i więźniarki, oraz na relacjach między kobietami osadzonymi w więzieniu.
W serialu wątki dramatyczne łączą się ze scenami komediowymi: zabawnymi dialogami i sytuacjami.

## Obsada
| Aktor             | Rola                          | Sezony  | Sezony  | Sezony | Sezony  | Sezony  | Sezony | Sezony |
| Aktor             | Rola                          | 1       | 2       | 3      | 4       | 5       | 6      | 7      |
| ----------------- | ----------------------------- | ------- | ------- | ------ | ------- | ------- | ------ | ------ |
| Taylor Schilling  | Piper Chapman                 | Główny  | Główny  | Główny | Główny  | Główny  | Główny | Główny |
| Laura Prepon      | Alex Vause                    | Główny  | 2-plan. | Główny | Główny  | Główny  | Główny | Główny |
| Michael J. Harney | Sam Healy                     | Główny  | Główny  | Główny | 2-plan. | 2-plan. |        |        |
| Michelle Hurst    | Miss Claudette                | Główny  |         |        |         |         |        |        |
| Kate Mulgrew      | Galina „Red” Reznikov         | Główny  | Główny  | Główny | Główny  | Główny  | Główny | Główny |
| Jason Biggs       | Larry Bloom                   | Główny  | Główny  |        |         |         |        |        |
| Uzo Aduba         | Suzanne „Crazy Eyes” Warren   | 2-plan. | Główny  | Główny | Główny  | Główny  | Główny | Główny |
| Natasha Lyonne    | Nicky Nichols                 | 2-plan. | Główny  | Główny | Główny  | Główny  | Główny | Główny |
| Yael Stone        | Lorna Morello                 | 2-plan. | 2-plan. | Główny | Główny  | Główny  | Główny | Główny |
| Danielle Brooks   | Tasha „Taystee” Jefferson     | 2-plan. | Główny  | Główny | Główny  | Główny  | Główny | Główny |
| Taryn Manning     | Tiffany „Pennsatucky” Doggett | 2-plan. | Główny  | Główny | 2-plan. |         |        |        |
| Samira Wiley      | Poussey Washington            | 2-plan. | 2-plan. | Główny | Główny  |         |        |        |
| Dascha Polanco    | Dayanara „Daya” Diaz          | 2-plan. | 2-plan. | Główny | 2-plan. |         |        |        |
| Selenis Leyva     | Gloria Mendoza                | 2-plan. | 2-plan. | Główny | Główny  | Główny  | Główny | Główny |
| Adrienne C. Moore | Cindy „Black Cindy” Hayes     | 2-plan. | 2-plan. | Główny | Główny  | Główny  | Główny | Główny |
| Nick Sandow       | Joe Caputo                    | 2-plan. | 2-plan. | Główny | Główny  | Główny  | Główny | Główny |

## Odcinki
| Sezon | Odcinki    | Oryginalna emisja Netflix | Oryginalna emisja Netflix |
| Sezon | Odcinki    | Premiera sezonu           | Finał sezonu              |
| ----- | ---------- | ------------------------- | ------------------------- |
| 1     | 1–13 (13)  | 11 lipca 2013             | 11 lipca 2013             |
| 2     | 14–26 (13) | 6 czerwca 2014            | 6 czerwca 2014            |
| 3     | 27–39 (13) | 12 czerwca 2015           | 12 czerwca 2015           |
| 4     | 40–52 (13) | 17 czerwca 2016           | 17 czerwca 2016           |
| 5     | 53–65 (13) | 9 czerwca 2017            | 9 czerwca 2017            |
| 6     | 66–78 (13) | 27 lipca 2018             | 27 lipca 2018             |
| 7     | 79–91 (13) | 26 lipca 2019             | 26 lipca 2019             |

## Nagrody

### Emmy
2015
- Emmy - Najlepsza aktorka drugoplanowa w serialu dramatycznym  Uzo Aduba

2014
- Emmy - Najlepszy gościnny występ w serialu komediowym - aktorka  Uzo Aduba - jako Suzanne "Crazy Eyes" Warren
- Emmy - Najlepszy dobór obsady serialu komediowego
- Emmy - Najlepszy montaż serialu komediowego kręconego przy użyciu jednej kamery  Bill Turro - za odcinek "Tit Punch"

### People's Choice
2018
- Kryształowa Statuetka - Ulubiony serial komediowy

2017
- Kryształowa Statuetka - Ulubiony specjalny serial dramatyczny

2016
- Kryształowa Statuetka - Ulubiony serial on-line

2015
- Kryształowa Statuetka - Ulubiony serial dramatyczno-komediowy

2014
- Kryształowa Statuetka - Ulubiony serial on-line

### Satelity
2017
- Satelita - Najlepsza aktorka w serialu komediowym lub musicalu  Taylor Schilling

2016
- Satelita - Najlepsza aktorka w serialu komediowym lub musicalu  Taylor Schilling

2014
- Satelita - Najlepsza aktorka drugoplanowa w serialu, miniserialu lub filmie telewizyjnym  Laura Prepon
- Satelita - Najlepszy serial komediowy lub musical
- Satelita - Najlepsza aktorka w serialu komediowym lub musicalu  Taylor Schilling

### Amerykańska Gildia Aktorów Filmowych
2017
- Aktor - Najlepszy zespół aktorski w serialu komediowym  Abigail Savage, Adrienne C. Moore, Alan Aisenberg, Annie Golden, Beth Dover, Blair Brown, Brad William Henke, Constance Shulman, Dale Soules, Danielle Brooks, Dascha Polanco, Diane Guerrero, Elizabeth Rodriguez, Emma Myles, Jackie Cruz, James McMenamin, Jessica Pimentel, Jolene Purdy, Julie Lake, Kate Mulgrew, Kimiko Glenn, Laura Gómez, Laura Prepon, Lea DeLaria, Lin Tucci, Lori Petty, Matt Peters, Michael Harney, Natasha Lyonne, Nick Sandow, Samira Wiley, Selenis Leyva, Taryn Manning, Taylor Schilling, Uzo Aduba, Vicky Jeudy, Yael Stone

2016
- Aktor - Najlepsza aktorka w serialu komediowym  Uzo Aduba
- Aktor - Najlepszy zespół aktorski w serialu komediowym  Abigail Savage, Adrienne C. Moore, Annie Golden, Beth Fowler, Catherine Curtin, Constance Shulman, Dale Soules, Danielle Brooks, Dascha Polanco, Diane Guerrero, Elizabeth Rodriguez, Emma Myles, Jackie Cruz, Jessica Pimentel, Joel Marsh Garland, Kate Mulgrew, Kimiko Glenn, Laura Prepon, Laverne Cox, Lea DeLaria, Lori Petty, Marsha Stephanie Blake, Matt Peters, Michael Harney, Mike Birbiglia, Nick Sandow, Ruby Rose, Samira Wiley, Selenis Leyva, Taryn Manning, Taylor Schilling, Uzo Aduba, Vicky Jeudy, Yael Stone

2015
- Aktor - Najlepsza aktorka w serialu komediowym  Uzo Aduba
- Aktor - Najlepszy zespół aktorski w serialu komediowym  Abigail Savage, Adrienne C. Moore, Alysia Reiner, Annie Golden, Barbara Rosenblat, Beth Fowler, Catherine Curtin, Constance Shulman, Dale Soules, Danielle Brooks, Dascha Polanco, Diane Guerrero, Elizabeth Rodriguez, Emma Myles, Germar Terrell Gardner, Jackie Cruz, Jason Biggs, Jessica Pimentel, Joel Marsh Garland, Judith Roberts, Julie Lake, Kate Mulgrew, Kimiko Glenn, Lauren Lapkus, Laverne Cox, Lea DeLaria, Lin Tucci, Lorraine Toussaint, Matt McGorry, Michael Harney, Natasha Lyonne, Nick Sandow, Samira Wiley, Selenis Leyva, Taryn Manning, Taylor Schilling, Uzo Aduba, Vicky Jeudy, Yael Stone, Yvette Freeman

### Amerykańska Gildia Producentów Filmowych
2015
- Złoty Laur - Nagroda im. Danny'ego Thomasa dla najlepszego producenta serialu komediowego  Jenji Kohan, Lisa Vinnecour, Mark A. Burley, Michael Trim, Neri Kyle Tannenbaum, Sara Hess - Gary Lennon

### Critics’ Choice Television
2015
- Critics’ Choice Television - Najlepsza aktorka drugoplanowa w serialu dramatycznym  Lorraine Toussaint

2014
- Critics’ Choice Television - Najlepszy serial komediowy
- Critics’ Choice Television - Najlepsza aktorka drugoplanowa w serialu komediowym  Kate Mulgrew
- Critics’ Choice Television - Najlepszy występ gościnny w serialu komediowym  Uzo Aduba

### GLAAD Media
2014
- GLAAD Media - Najlepszy serial komediowy

### Two Cents TV
2015
- Złota Świnka Skarbonka - Ulubiony niedoceniony bohater kradnący sceny  Laverne Cox

2014
- Złota Świnka Skarbonka - Najlepszy imprezowy maraton serialowy[21]